# Deutz-Fahr
Deutz-Fahr este o marcă de tractoare și alte echipamente agricole. A fost înființată în 1968 după achiziția majorității capitalului social în FAHR, o companie lider care produce deja echipamente agricole în secolul precedent, de către grupul Klockner-Humboldt-Deutz AG (KHD).
În 1995, Deutz-Fahr s-a alăturat grupului italian SAME/Lamborghini/ Hürlimann pentru a deveni SAME Deutz-Fahr Group, acum SDF Group.

## Galerie

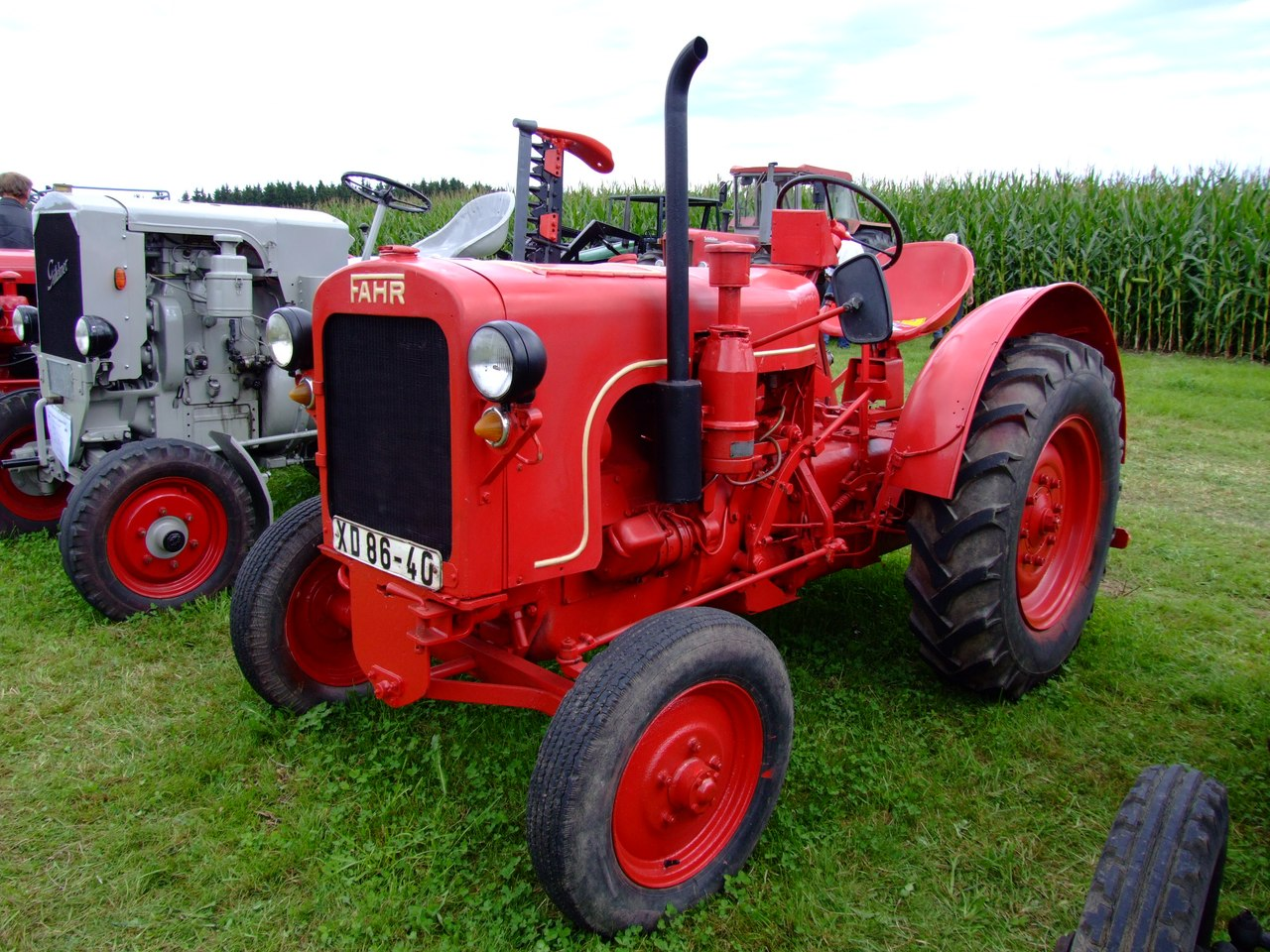
Fahr F22
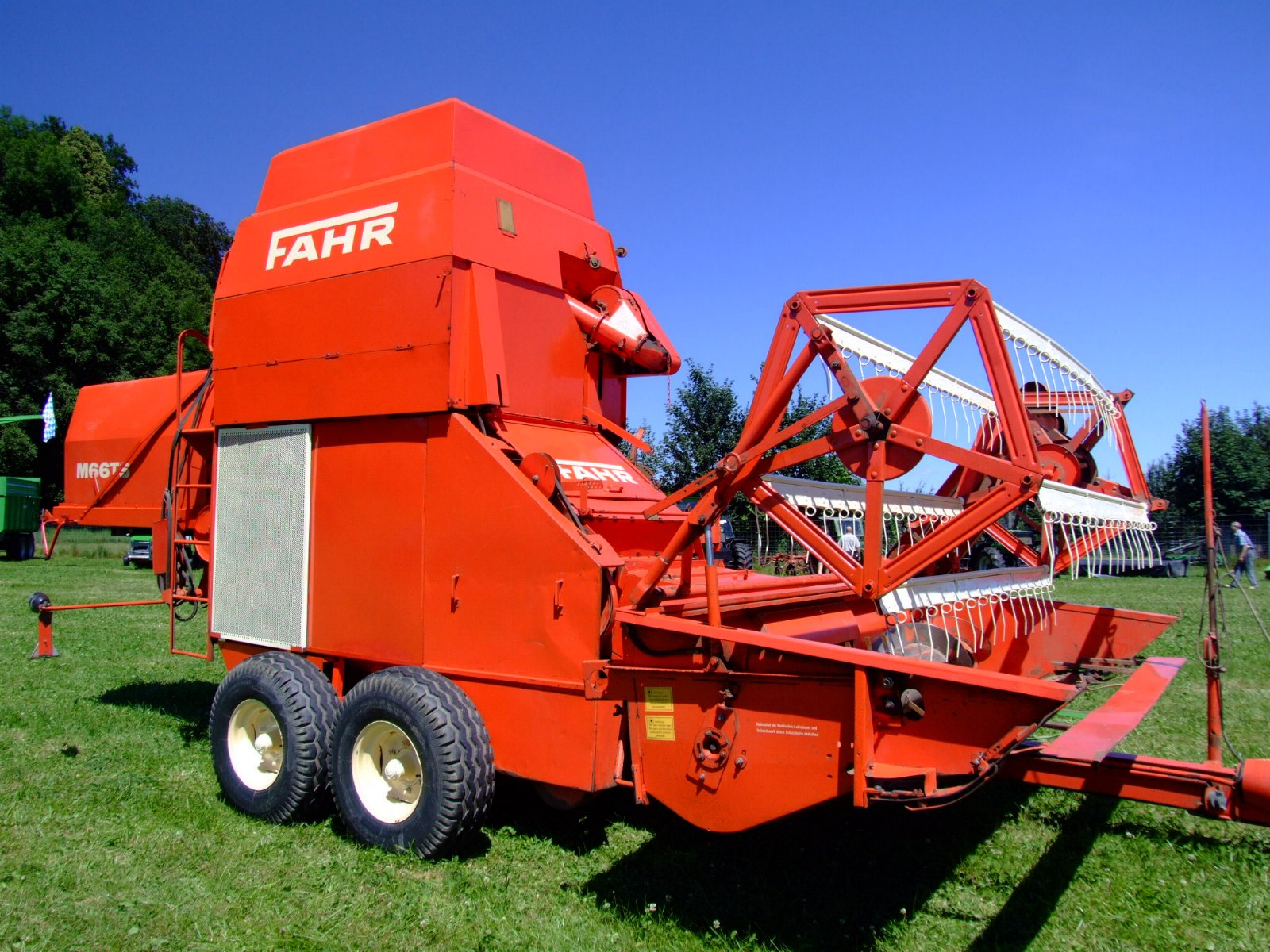
Fahr M66TS
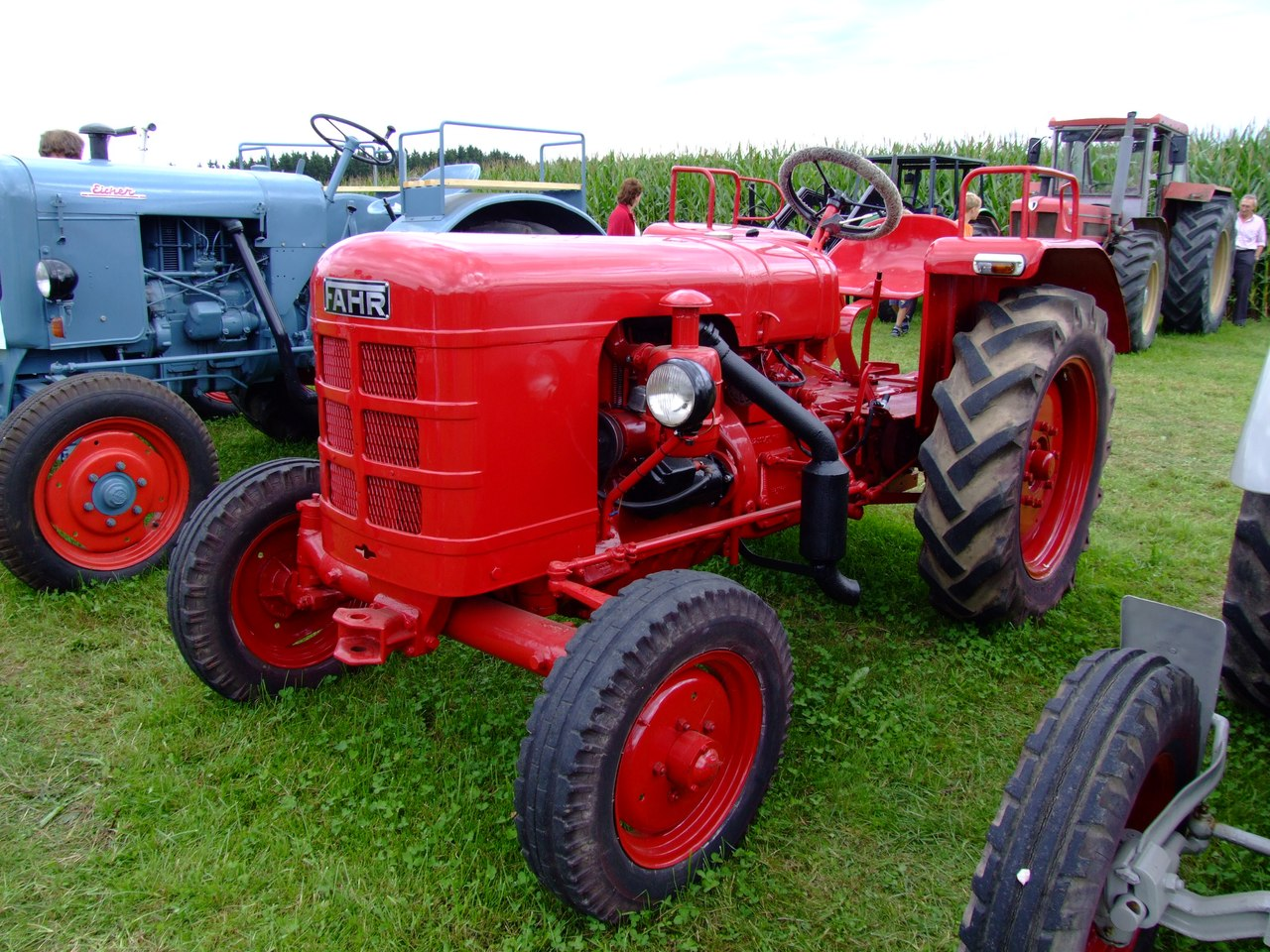
Fahr D270
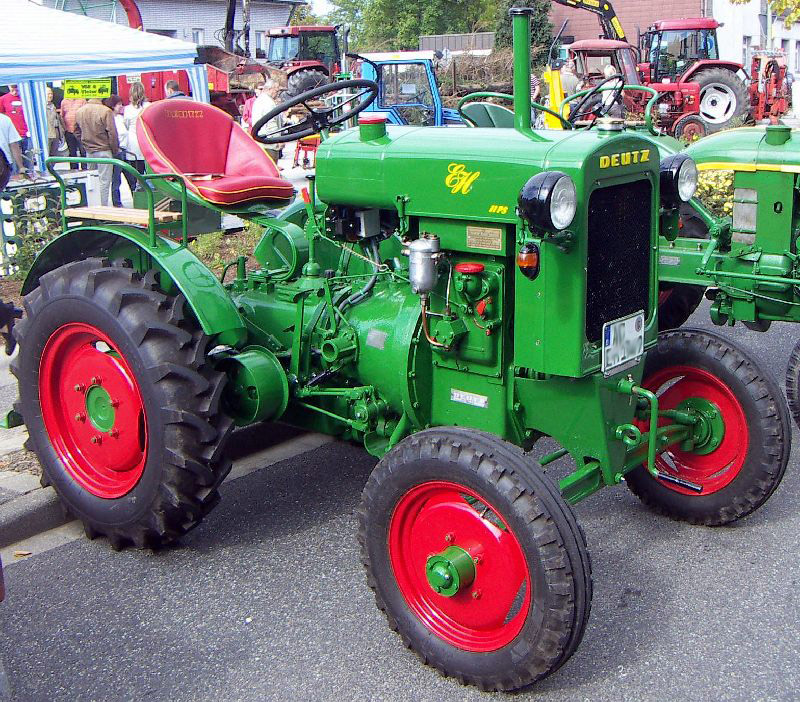
Deutz F1M414
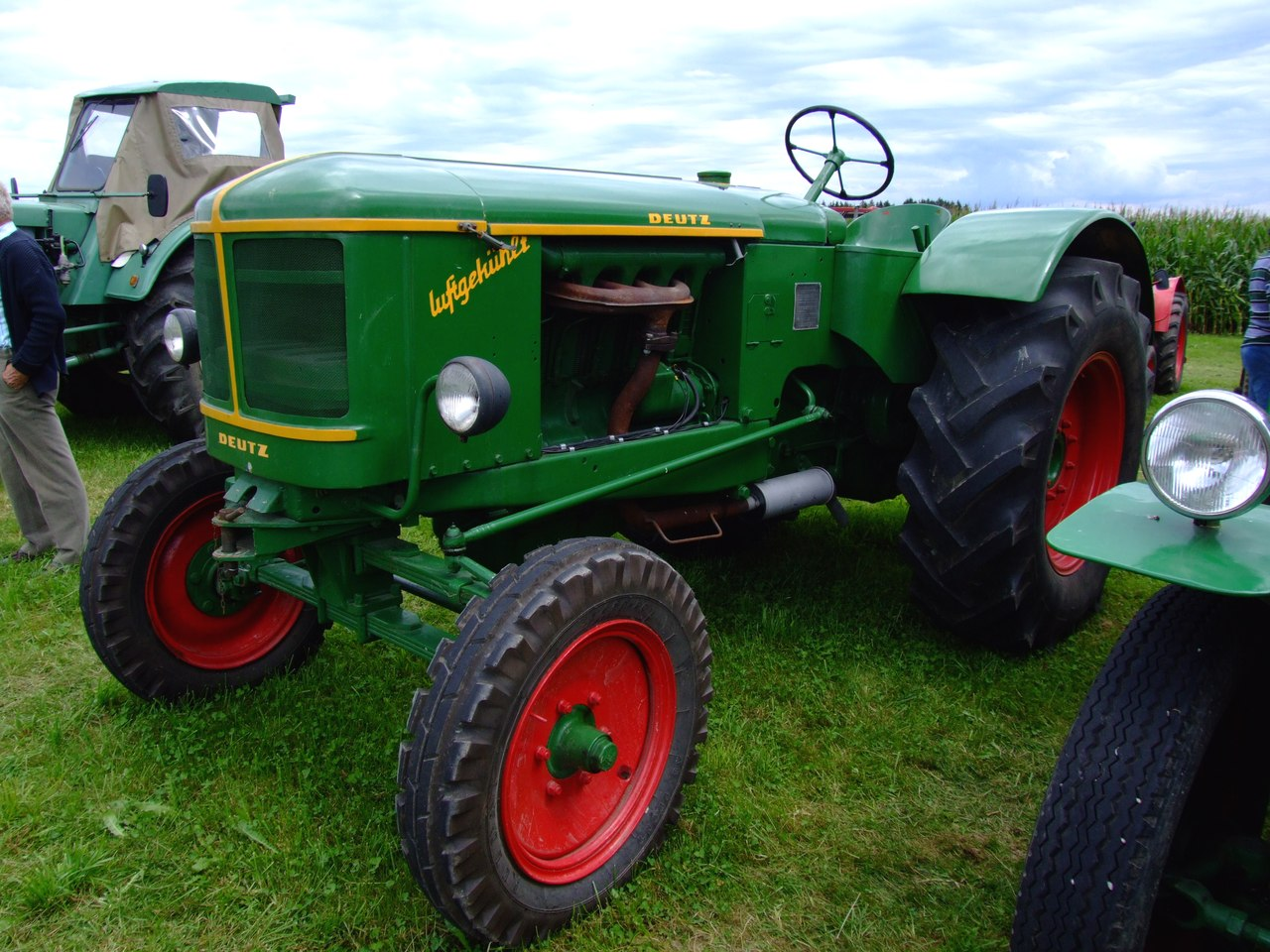
Deutz F4 L514
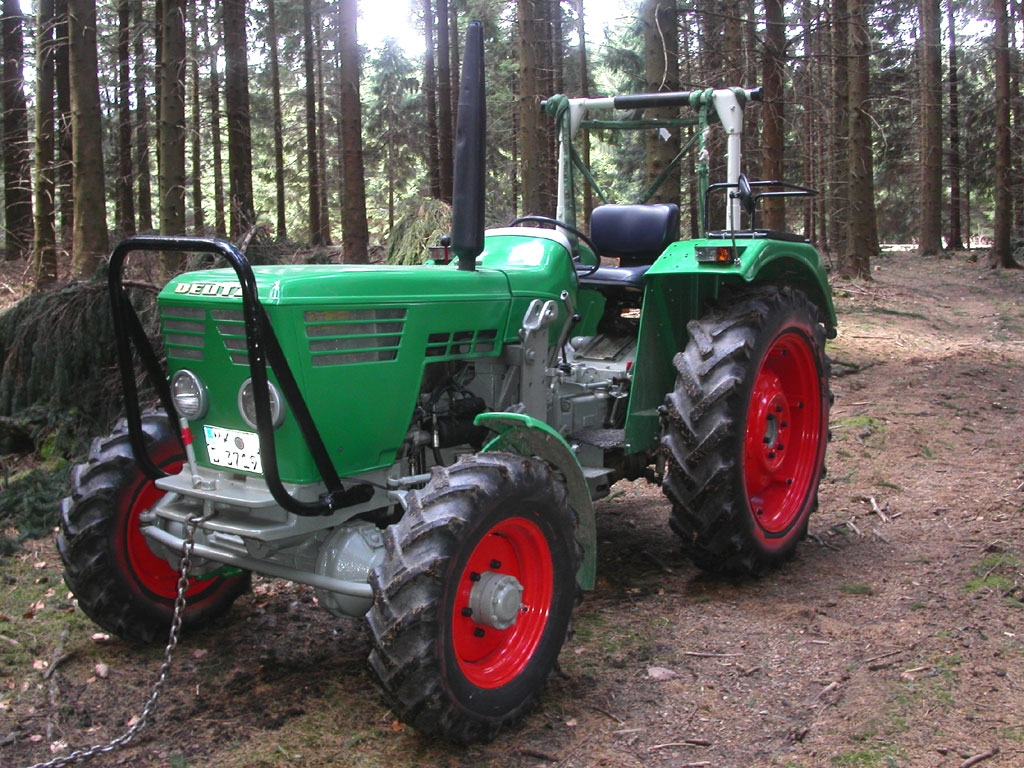
Deutz D5006
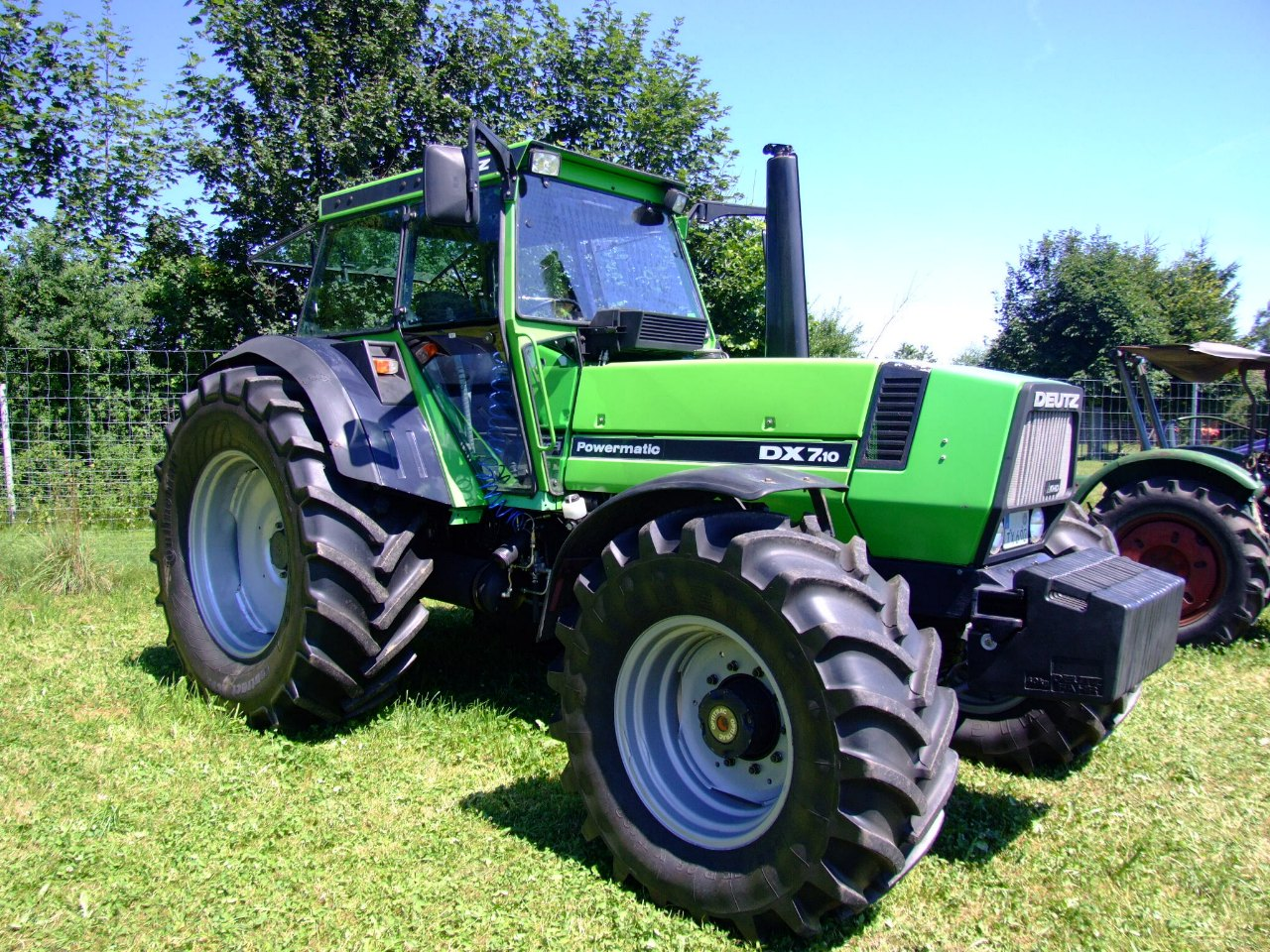
Deutz DX7.10
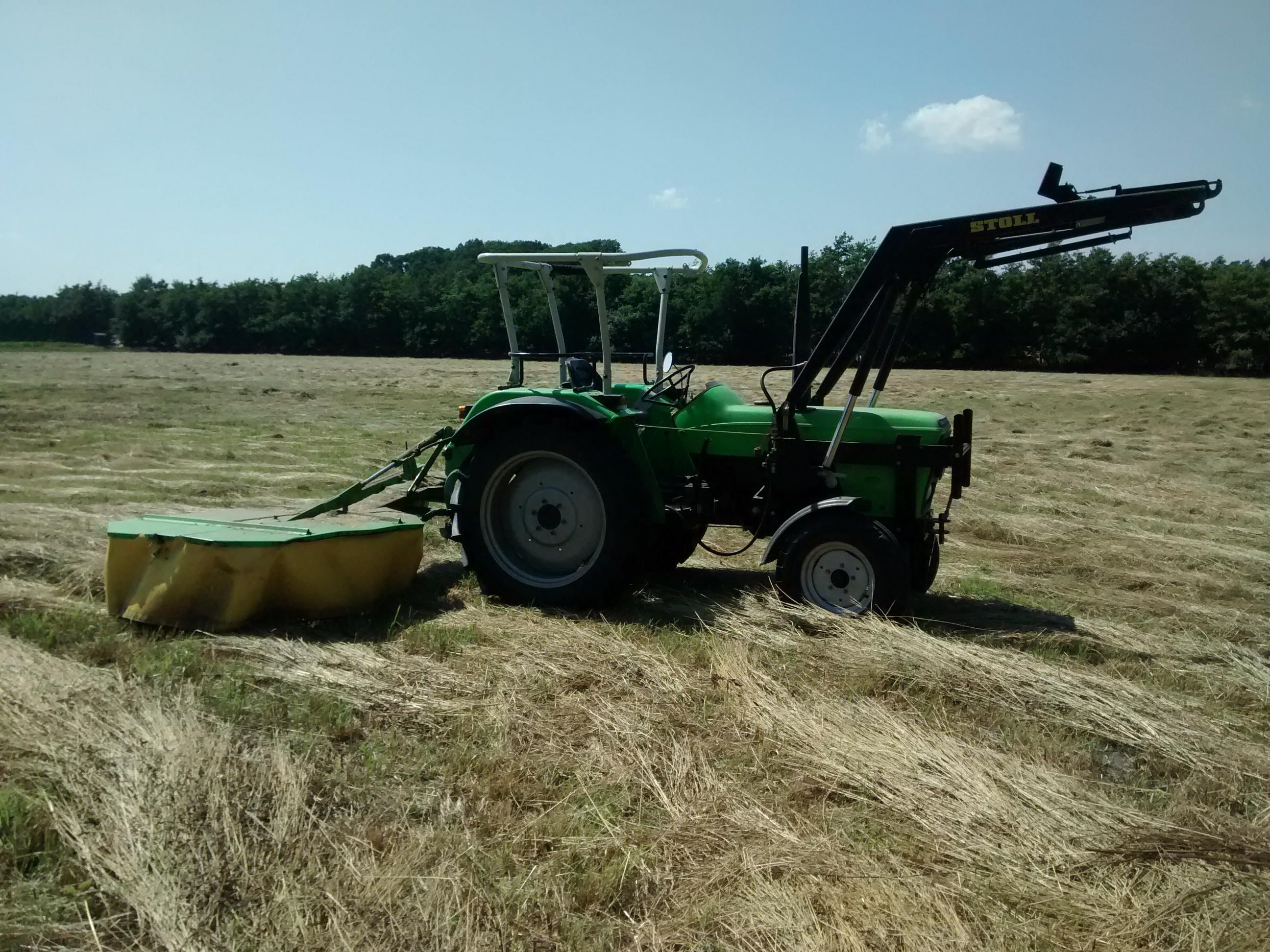
DeutzFahr vechi, aproape 1985

## Vezi și
- Tractor
- Combină de cereale
- SAME Deutz-Fahr
- SAME
- Lamborghini Trattori
- Hürlimann

## Legături externe
Materiale media legate de Deutz-Fahr la Wikimedia Commons
- www.deutz-fahr.com